# Карагуататуба
Карагуататуба (порт. Caraguatatuba) — муниципалитет в Бразилии. Входит в штат Сан-Паулу. Составная часть мезорегиона Вали-ду-Параиба-Паулиста. Входит в экономико-статистический микрорегион Карагуататуба, который входит в Вали-ду-Параиба-Паулиста. Население составляет 88 815 человек на 2007 год. Занимает площадь 483,950 км². Плотность населения — 183,52 чел./км².

## История
Город основан 20 апреля 1857 года.

## Статистика
- Валовой внутренний продукт на 2005 составляет 682.673.000,00 реалов (данные: Бразильский институт географии и статистики).
- Валовой внутренний продукт на душу населения на 2005 составляет 7.168,00 реалов (данные: Бразильский институт географии и статистики).
- Индекс развития человеческого потенциала на 2000 составляет 0,802 ▲ (данные: Программа развития ООН).